# Eterusia
Eterusia is een geslacht van vlinders van de familie bloeddrupjes (Zygaenidae), uit de onderfamilie Chalcosiinae.

## Soorten
- E. aedea (Clerck, 1759)
- E. culoti Oberthür, 1910
- E. joiceyi Talbot, 1929
- E. lacreuzei Talbot, 1929
- E. lativitta Moore, 1879
- E. ni (Swinhoe, 1919)
- E. proprimarginata Prout, 1918
- E. raja Moore, 1859
- E. repleta Walker, 1864
- E. subcyanea Walker, 1854
- E. sublutea Walker, 1854
- E. subnigra Bethune-Baker, 1911
- E. taiwana (Wileman, 1911)
- E. toxopei (Roepke, 1943)
- E. tricolor Hope, 1840
- E. venus (Rothschild, 1915)